# Lektor (crkva)
Lektor (lat. lector: čitač ≃ legere: čitati ) je drugi od pet stupnjeva svećeničkog reda. Čitač je vjernik čije je pravo i dužnost unutar čitati Sveto Pismo za vrijeme misne liturgije. Čita razne djelove osim Evanđelja, tj. samo čitanja iz Staroga zavjeta i apostolskih Poslanica. Reforma Drugog vatikanskog sabora zadržala je niži crkveni red čitača.
Uveo ga je papa Higin, kad je uveo "manje" Božanske službe radi ispomoći Crkvi i "većim" službama. Dok u "veće", koje su uspostavili apostoli spadaju đakonat, prezbiterat (svećenstvo) i episkopat (biskupska služba), u manje spadaju ostijarij, lektor, egzorcist, akolit i subđakon. Lektor čita tekstove iz Biblije, biskupskih i svećeničkih tekstova upućenih vjernicima.
U ranom kršćanstvu su se ove niže službe nazivale i nižim redovima. Dio je do kraja ostao samostalna služba, dok je dio ostao kao "stuba" prema svećeništvu. Svim su se kandidatima za svećeništvo dijelile posebnim obredom, koji je po sebi već prestao biti znakom. Stoga ga je Drugi vatikanski sabor i dokinuo. Premda je dio služba ostao, gubitak je što se često pri podjeljivanju tih služba izostavlja i liturgijski obred. Kod lektora je obred i služba opstala.
Čitački oblik služenja javlja se još u drugom stoljeću. Samostalni oblik postaje u četvrtom stoljeću. Ovu su službu primali samo laici koji se nisu spremali za svećeništvo. Čitačka skupina laika bila je posebna skupina u zajednici, zbor lektora. Osim čitača posebnu su probranu skupinu činili ljudi za pjevačku službu (Schola cantorum ili zbor pjevača), vrlo bitnu u službi liturgijskog slavlja. Čitačima se red podjeljivao podjelom lekcionara na početku sv. mise. Saborska obnova nije dokinula ni obred ni službu. Među vjernicima danas nije dovoljno jaka svijest o lektorstvu kao važnim i sastavnim dijelom službe liturgijskoj zajednici.

## Vanjske poveznice
- [neaktivna poveznica] Andrija Kopilović: Upoznajmo govor liturgijskih znakova - Liturgijski znakovi sakramenata - Sakrament svetog reda: biskup, prezbiter i đakon, Subotica: srpanj-kolovoz 2009.
- Zvonik, br. 180[neaktivna poveznica]  Andrija Kopilović: Upoznajmo govor liturgijskih znakova - Liturgijski znakovi sakramenata Subotica: listopad 2009.
- (nje.) 4140154-2 GND